# Scorzoneroides helvetica
Scorzoneroides helvetica là một loài thực vật có hoa trong họ Cúc. Loài này được (Mérat) J.Holub miêu tả khoa học đầu tiên năm 1977.